# Djurgården 3
Djurgården 3 är en ångfärja, som byggdes på O.A. Brodins varv i Gävle 1897 för Ångfärje Ab i Stockholm som S/S Stadsgården 1 och sattes in mellan Stadsgården och Alkärret. Hon döptes 1899 om till Nybron 1, såldes 1900 till Stockholms Ångslups AB och döptes då om till Djurgården 3.
Hon övertogs 1973 av Föreningen Stiftelsen Skärgårdsbåten, som renoverade färjan och sedan 1983 äger den genom sitt rederi. En andra renovering skedde 2007,då bland annat ångpannan reparerades. 

## Bildgalleri

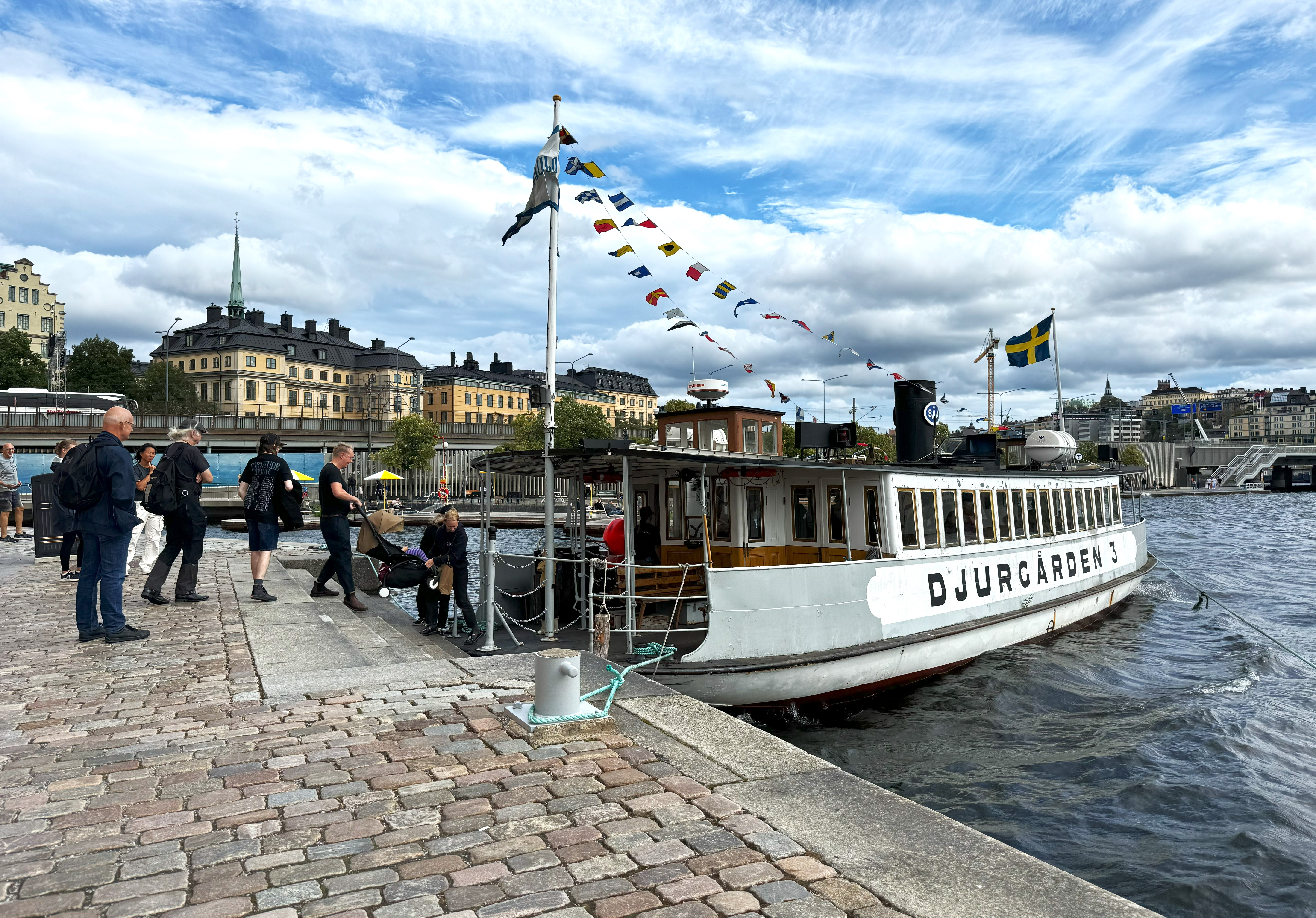
Djurgården 3 i skytteltrafik mellan Riddarholmen och Klara Mälarstrand vid Stockholm Steam 2024.
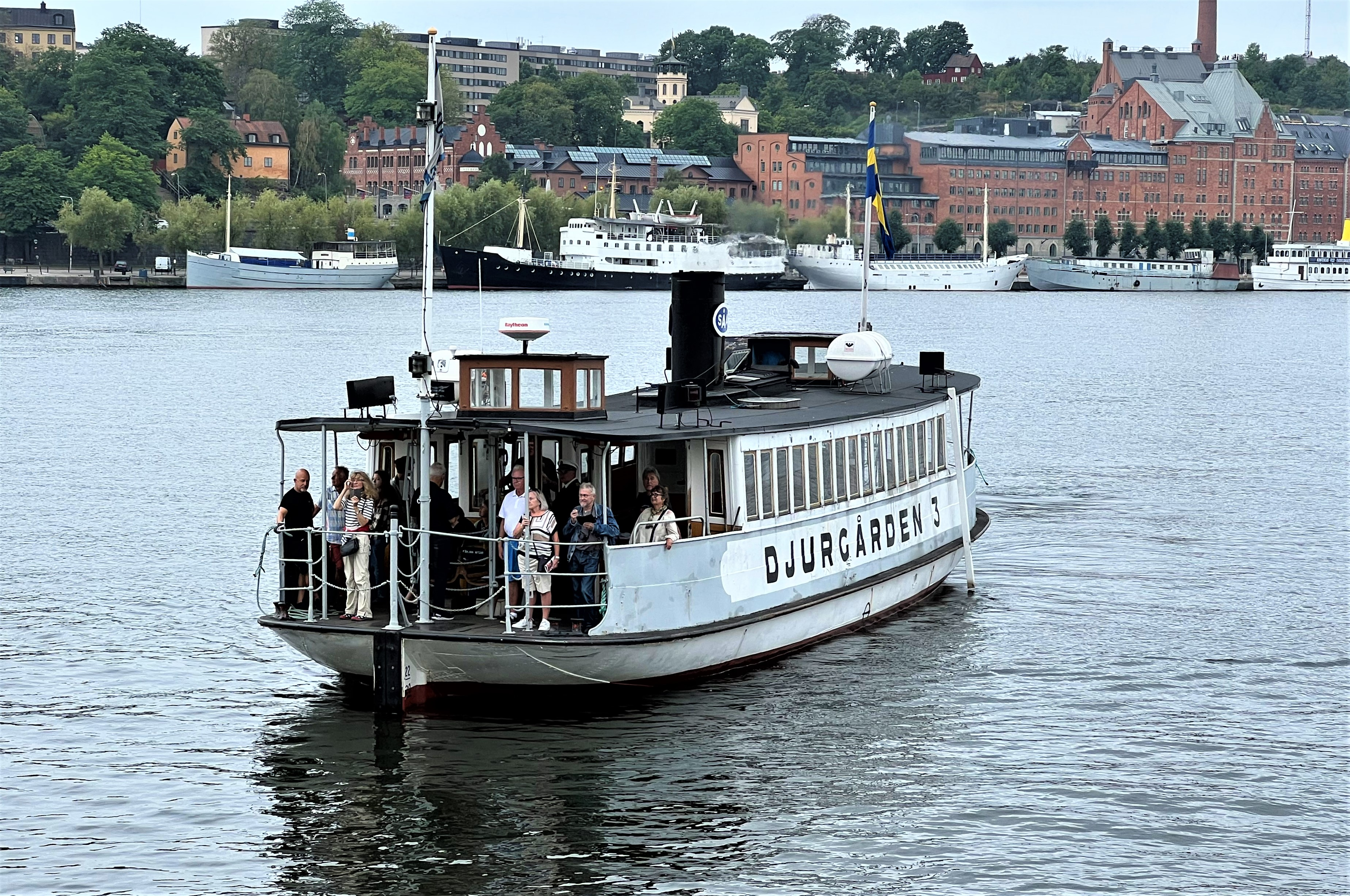
Djurgården 3 på Riddarfjärden, vid Stockholm Steam 2022.